# Língua chaná

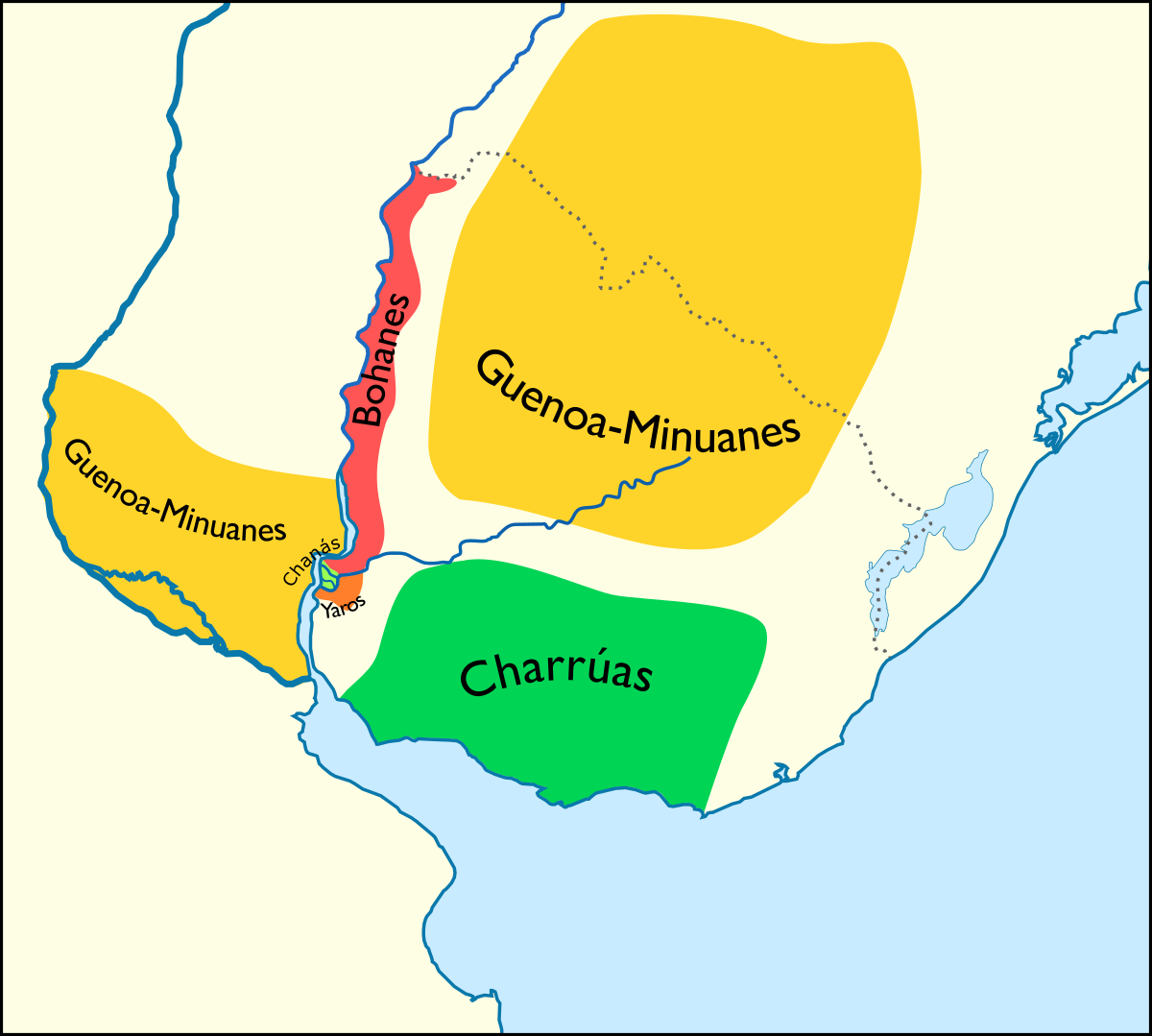
A língua chaná (em verde claro) entre as línguas charruanas

O chaná (em chaná: lántek, que significa 'fala' ou 'língua'; de lan, "língua" e tek, um sufixo comunicativo) é uma das línguas charruanas, falada pelo povo chaná no que é hoje a Argentina e o Uruguai ao longo dos rios Uruguai e Paraná nas margens do Rio da Prata. Era falado pelos chanás desde os tempos pré-colombianos na vasta região que hoje fica entre a província de Entre Ríos, Argentina e Uruguai, e os rios Uruguai e Paraná Guazú. Segundo narrativas recentes da memória oral, em tempos remotos habitavam territórios ao redor da atual margem brasileira do Rio Uruguai. Mais tarde, eles migraram deste local ao longo dos rios Uruguai e Paraná, da foz do rio Iguaçu e do rio Paraguai até a localização atual de Assunção. Hoje, há apenas uma pessoa que fala Chaná, Blas Wilfredo Omar Jaime, e antes de descobrir que era o último falante, ele não usava Chaná há muitas décadas, o que erodiu a memória dele a respeito da língua. A UNESCO reconhece-a como uma língua viva, mas também como “extremamente ameaçada” por ter apenas um falante nativo. A Câmara dos Deputados da Província de Entre Ríos reconheceu recentemente a necessidade de o governo reconhecer e proteger a língua.